# Vladan Đorđević
Vladan Đorđević (v srbské cyrilici Владан Ђорђевић; výslovnost: [ʋlǎːdan d͡ʑɔ̝̌ːrd͡ʑe̞vit͡ɕ]IPA; 21. listopadujul. / 3. prosincegreg. 1844, Bělehrad – 18. srpna 1930, Baden u Vídně, Rakousko) byl srbský politik, lékař, spisovatel a předseda vlády.

## Životopis
Vladan Đorđević se narodil dne 3. prosince 1844 v Bělehradu do rodiny otce Đorđe Đorđeviće a matky Marije Đorđević. Sama rodina nebyla čistě srbská; z matčiny strany byl Vladan Đorđević částečně arumunského původu. Pocházel z rodiny, která utekla z oblasti dnešního severu Řecka před nájezdy Turků na místní pravoslavné obyvatelstvo. Původně utekla do Bele Crkvy, později se však ale přestěhovali všichni do Bělehradu. Sám Vladan Đorđević byl nejprve pokřtěn jako Hipokrat podle arumunské tradice, a později přijal srbské jméno Vladan, které dříve používal jako pseudonym ve svých prvotinách. Jméno si změnil na doporučení Đury Daničiće.
Vladan Đorđević studoval v Bělehradě gymnázium. Během svých studií byl jedním z iniciátorů Sjednocené srbské omladiny, jejímž se stal i tajemníkem. Po složení maturitních zkoušek odešel studovat do Vídně lékařství. V roce 1869 získal doktorský titul. V letech 1869-1871 se věnoval ve Vídni chirurgii a byl prvním chirurgem s vystudovanou vysokou školou, který později působil na území srbského knížectví.
V roce 1871 se vrátil do domovského Srbska, kde se stal vojenským lékařem a nakonec i vedoucím oddělení chirurgie vojenské nemocnice. O rok později založil Đorđević Srbskou lékařskou společnost a také časopis Srbský archiv pro obecné lékařství (Srpski arhiv za celokupno lekarstvo), který byl prvním lékařským časopisem na Balkáně, tištěným v cyrilici. Od roku 1873 byl osobním lékařem srbského knížete Milana I. Obrenoviće. Pomáhal také zakládat srbskou pobočku organizace Červený kříž, která vznikla formálně v roce 1876. Během Srbsko-turecké války se stal lékařským vedoucím moravsko-timockého vojska; v druhé válce s Osmanskou říší lékařským vedoucím vrchního velitelství srbské armády.
V letech 1884–1888 byl Đorđević předsedou bělehradské opštiny. Bylo tak v časech, kdy Srbsko získalo oblast Niše, zbavilo se statutu knížectví a stalo se královstvím. Celá země se ekonomicky rozvíjela díky hospodářské spolupráci s blízkým Rakousko-Uherskem. Za Đorđevićovy vlády v srbské metropoli vznikla kanalizace a plynové osvětlení ulic. Vybudován byl Nový hřbitov a na místě starého vzniklo dnešní náměstí Tašmajdan. Prostor pro nový hřbitov sám městu daroval; proto se také podle něho zval po dlouhou dobu Vladanovac. Sám také pomohl založit časopis Otadžbina, který sloužil novým literárním autorům jako vhodné místo pro publikaci jejich tvorby. Časopis se úspěšně prodával a publikovala v něm řada dnes již klasických srbských spisovatelů konce 19. a začátku 20. století.[zdroj?]
V roce 1888 se stal Đorđević ministrem školství a hospodářství ve vládě Nikoly Hristiće. Po této několikaleté epizodě působení ve vládních pozicích se rozhodl odejít do zahraničí; byl srbským velvyslancem v Aténách (1891–1894). Poté žil po nějakou dobu v Paříži, aby se později rozhodl pro návrat do diplomatických služeb. Působil nakonec jako velvyslanec v Cařihradu, kde pomohl prosadit zřízení církevních struktur v stále ještě turecké Makedonii. Od listopadu 1892 byl také řádným členem Srbské královské akademie.
V letech 1897 až 1900 působil opět v Srbsku. Stal se předsedou vlády a ministrem zahraničních věcí za pokrokovou stranu. Zpočátku zavedl tvrdý policejní režim, který sám Đorđević považoval za nezbytný pro stabilizaci země. Vedl ale k řadě pokusů o atentát na čelní politické představitele země a samotného krále. Srbská společnost byla zvyklá na liberální poměry a velmi rychle jej označila termínem vladanovština, který se užíval ještě po několik let v souvislosti s dalšími represivními opatřeními.
Jako premiér nicméně Đorđević umožnil Srbsku vstoupit do období krátkého, ale významného kulturního i ekonomického rozmachu na počátku 20. století. Významným problémem pro Đorđeviće se nicméně ukázaly být mezistranické boje.
Pro odchod z politiky se Đorđević rozhodl nakonec sám; a to pod vlivem nečekaného rozhodnutí tehdejšího srbského krále Alexandra Obrenoviće oženit se s Dragou Mašínovou. V konzervativní srbské společnosti vyvolal sňatek s neurozenou dcerou z podnikatelské rodiny původem z Čech pobouření. Srbská vláda protestovala; kromě Đorđeviće byli znepokojeni všichni ministři. Někteří z nich se téměř pokoušeli svatbě zabránit i fyzicky.
V roce 1906 strávil Đorđević šest měsíců ve vězení, neboť byl obviněn a odsouzen z vyzrazování státního tajemství ve své knize s názvem Konec jedné dynastie. Po vypuknutí první světové války byl v domácím vězení vzhledem ke svým rusofilským názorům, které se projevovaly silně od Anekční krize v roce 1908. Sám Đorđević byl ostrým obráncem cyrilice v srbském jazyce; latinku v srbštině, resp. srbochorvatštině neuznával. Rovněž zastával silné antialbánské postoje.[zdroj?]
Po skončení války žil nějakou dobu v Rakousku, poté po jistou dobu působil v Bělehradu, na krátký čas žil ještě i v Dubrovníku. V Badenu nedaleko rakouské metropole nakonec v roce 1930 zemřel. Pohřben byl na Novém hřbitově v Bělehradě.

## Literární činnost
Vladan Đorđević se ve své literární činnosti věnoval především dokumentaci historických událostí tehdejšího Srbska. Velmi podrobně popsal například Srbsko-bulharskou válku, která dopadla pro samotné Srbsko naprostou vojenskou porážkou.
- Otadžbina (Vlast), Beograd: Štamparija kraljevine srpske, 1890
- Srbija na Berlinskom Kongresu (Srbsko na berlínském kongresu), Beograd: Štamparija kraljevine srpske, 1890
- Grčka i srpska prosveta (Řecké a srbské škosltví), Srpska kraljevska akademija, 1896
- Kraj jedne dinastije: 1899–1900 (Konec jedné dynastie), Štamparija D. Dimitrijevića, 1906
- Moja odbrana pred sudom (Moje obrana před soudem), Beograd: Narodna štamparija, 1906
- Srpsko-turski rat: uspomene i beleške iz 1876, 1877 i 1878 godine, (Srbsko-turecká válka: Vzpomínky a zápisky z let 1876, 1877 a 1878) Izdanje Ignjata Daničića, 1907
- Istorija srpsko-bugarskog rata 1885: Od Slivnice do Pirota (Dějiny srbsko-bulharské války 1885: Od Slivnice do Pirota), Nova štamparija "Davidović", 1908
- Evropa i Crna Gora (Evropa a Černá Hora), Sv. Sava, 1912
- Evropa i Balkan: Evropa i Rumunija (Evropa a Balkán: Evropa a Rumunsko), Sv. Sava, 1911
- Arnauti i velike sile (Albánci a mocnosti), Izdavač trgovina Jevte M. Parlovića i kompanija, 1913
- Mladi kralj (Mladý král), Štamparija kraljevine srbije, 1913
- Car Dušan: istorijski roman iz XIV-oga veka, (Car Dušan: Historický román z 14. století), Naklada Hrvatskog štamparskog zavoda, 1920
- Golgota: silazak sa prestola, Beograd, 1933